# Santa Croce (Carpi)
Santa Croce è una frazione del comune di Carpi, in provincia di Modena.

## Geografia fisica
La piccola frazione di Santa Croce si trova a sud dell'abitato di Carpi dal quale dista circa 3,14 km. Il territorio, che è di origine alluvionale ed è compreso tra la Secchia e il Panaro, affluenti di destra del Po, è tutto in zona pianeggiante e non presenta particolari differenziazioni paesaggistiche e morfologiche dal resto del comune. Anticamente in zona scorreva il fiume Secchia che venne deviato nel XIV secolo.

## Storia
Il territorio venne abitato sin dal I secolo e fu nei primi tempi un insediamento romano.
Attorno sono stati ritrovati segni di presenze in età alto-medievali.
Scavi eseguiti in località Villa Pozzolo (antico nome del vicino nucleo di Santa Croce) a partire dal XVII secolo hanno identificato alcune tombe di epoca romana in laterizio, quindi è sede di un'antica necropoli. In una di queste tombe, risalente al I secolo, è stata rinvenuta una moneta coniata negli anni dell'imperatore Tiberio e che riporta la sua effigie.
Di importanza storica la strada dei Mulini che si trova a breve distanza dal nucleo principale della frazione e che corrisponde in parte al canale dei Mulini, antico alveo del fiume Secchia rettificato nel XIV secolo dai signori di Carpi.

## Origine del nome
Anticamente fu villa Pozzolo (o Pozzuoli o ancora Poggiolo) e sino al 1450 appartenne alla piccola frazione di Gargallo rientrando così dal punto di vista ecclesiastico nella giurisdizione della chiesa di San Lorenzo poi la frazione venne separata e assunse il nome della sua chiesa parrocchiale.

## Monumenti e luoghi d'interesse

### Architetture religiose
- Chiesa dell'Invenzione della Santa Croce

### Architetture civili
- Villa Meloni, costruita nel XVIII secolo, con facciata rifatta nel XIX secolo e con un ampio parco privato.[3]

## Economia
Le principali attività sono legate alla produzione casearia e vitivinicola. La cantina locale, che risale al 1907, produce in particolare Pignoletto e Lambrusco che riportano direttamente in etichetta il nome della frazione.